# جوزيف مبونغ
جوزيف مبونغ (بالإنجليزية: Joseph Mbong)‏ (15 يوليو 1997 بلاغوس في نيجيريا - ) هو لاعب كرة قدم مالطي في مركز الوسط.

## روابط خارجية
- جوزيف مبونغ على موقع الاتحاد الدولي (مؤرشف)  (الإنجليزية)
- جوزيف مبونغ على موقع الاتحاد الأوربي (الإنجليزية)
- جوزيف مبونغ على موقع قاعدة بيانات كرة القدم.إي يو (الإنجليزية)
- جوزيف مبونغ على موقع ناشيونال فوتبول تيمز (الإنجليزية)
- جوزيف مبونغ على موقع Soccerway.com (الإنجليزية)